# Вульпе, Иван Николаевич
Ива́н Никола́евич Ву́льпе (болг. Иван Николаевич Вулпе; 1 сентября 1876, Чишмикиой, Южная Бессарабия, Румыния ныне Молдавия — 26 августа 1929, София, Болгария) — болгарский оперный певец (бас) и педагог.

## Биография
Окончил гимназию в Болграде. В 1902 году окончил Московскую консерваторию у Камилло Эверарди и Умберто Мазетти. В 1900-е годы пел в Оперном театре Зимина в Москве, затем — в городском театре Иркутска, где одновременно преподавал в местном музыкальном училище. Гастролировал в городах Российской империи (Киев, Одесса, Кишинёв и других). С 1908 года жил в Болгарии. Один из основоположников болгарской вокальной школы, участвовал в организации Болгарского оперного товарищества (с 1921 года — Софийская народная опера), где до 1926 года был солистом. С 1912 года преподавал вокал в Музыкальном училище в Софии (в 1921 году ставшей Государственной музыкальной академией). Среди учеников: Пётр Райчев, Ана Тодорова, Михаил Попов, Илка Попова, Xристо Брымбаров, Елена Николаи, Михаил Люцканов, Цветана Табакова, Констанца Кирова, Иванка Митева-Коралова и другие. Во время Первой мировой войны был ответственен за русскую секцию Бюро по делам военнопленных.
Был женат на певице Богдане Гюзелевой-Вульпе (1878—1932), их сын — Николай Вульпе (1904—1987), певец и актёр.

## Партии
- «Русалка» Даргомыжского — Мельник
- «Князь Игорь» Бородина — Кончак
- «Фауст» Гуно — Мефистофель
- «Царская невеста» Римского-Корсакова — Собакин
- «Гугеноты» Мейербера — Марсель
- «Демон» Рубинштейна — Гудал
- «Проданная невеста» Сметаны — Кецал
- «Камен и Цена» Кауцкого и Иванова — Цеко